# Adromischus sphenophyllus
Adromischus sphenophyllus és una espècie de planta suculenta del gènere Adromischus, que pertany a la família Crassulaceae.

## Taxonomia
Adromischus sphenophyllus C.A.Sm. va ser descrita per Christo Albertyn Smith i publicada a Bothalia 3: 624 (1939).